# Computerondersteunde communicatie
Computerondersteunde communicatie (computer-mediated communication, CMC) is elke communicatieve handeling tussen personen die met behulp van een netwerk van twee of meer computers plaatsvindt. Hoewel de term traditioneel wordt gebruikt om communicatie met computerondersteunde middelen aan te duiden (bijvoorbeeld instant messaging (IM), e-mail, chatrooms), is het ook gebruikt voor andere vormen van interactie met teksten, zoals sms. Het onderzoek in computerondersteunde communicatie concentreert zich voornamelijk op de sociale effecten van de verschillende technologieën in computerondersteunde communicatie. Er is veel onderzoek gedaan naar sociale netwerksites die worden ondersteund door sociale software.

## Geschiedenis
De mogelijkheid om met elkaar elektronisch berichten te versturen (e-mail) binnen bedrijven en later ook tussen bedrijven kan worden gezien als een eerste serieuze toepassing van CMC, al kan er eveneens worden gesteld dat een dergelijke vorm van communicatie ook al tijdens de Tweede Wereldoorlog plaatsvond. Vanaf de jaren 90 kwam er in steeds meer huishoudens een computer met internetverbinding, waardoor het gemakkelijker werd om met andere, onbekende personen contact te leggen. Vooral dit was voor veel onderzoekers reden om onderzoek te doen naar de gevolgen van CMC.

## Afbakening van het onderwerp
Wetenschappers uit uiteenlopende onderzoeksgebieden houden zich bezig met verschijnselen die onder de paraplu van computerondersteunde communicatie en CHM kunnen worden geschaard. Veel wetenschappers bekijken computerondersteunde communicatie vanuit een sociopsychologische invalshoek. Hierbij bestuderen ze hoe mensen "computers" (of nieuwe media) gebruiken bij hun interactie met andere mensen, om zich een indruk van iemand te geven, en om relaties aan te gaan en te onderhouden. Deze onderzoeken concentreren zich vaak op het verschil tussen interactie online en offline, hoewel wetenschappers tegenwoordig steeds meer van mening zijn dat computerondersteunde communicatie moet worden onderzocht als een onderdeel van het dagelijks leven. Een andere tak van onderzoek naar computerondersteunde communicatie bekijkt het gebruik van paralinguïstieke elementen zoals emoticons, pragmatische regels zoals beurtwisseling, sequentie-analyse en gespreksorganisatie, en de vele verschillende sociolecten, stijlen, registers of verzamelingen van terminologie die kenmerkend zijn voor deze omgevingen (zie Leet). In deze onderzoeksgebieden wordt taal over het algemeen onderzocht in computerondersteunde communicatie die gebruikmaakt van tekst. Dit wordt ook wel "computerondersteunde discourse analyse" genoemd.
De manieren waarop mensen met elkaar communiceren in beroepsmatig, sociaal en onderwijskundig verband zijn zeer uiteenlopend. Het hangt niet alleen af van de omgeving waarin ze zich bevinden, maar ook van de wijze waarop de communicatie plaatsvindt, in dit geval door middel van computers of andere informatie- en communicatietechnologieën (ICT). De studie van communicatie om samenwerking te bereiken - gemeenschappelijke resultaten van het werk - wordt computerondersteunde samenwerking genoemd. Het omvat slechts enkele van de andere onderzoeksterreinen binnen het onderzoek naar computerondersteunde communicatie.
Onder andere e-mail, videoconferenties, VoIP of chatten (praten via tekst, met inbegrip van "instant messaging"), internetfora, discussielijsten en MMO's zijn populaire vormen van computerondersteunde communicatie. Deze stand van zaken is razendsnel aan het veranderen door de ontwikkeling van nieuwe technologieën. Weblogs zijn ook populair geworden, en de uitwisseling van RSS gegevens heeft het voor elke gebruiker makkelijker gemaakt om "zijn eigen uitgever te worden".

## Kenmerken
Als communicatie die plaatsvindt met computerondersteunde middelen heeft dat invloed op veel verschillende aspecten van de interactie. Enkele aspecten die zijn behandeld in de wetenschappelijke literatuur zijn de vorming van een indruk, misleiding, groepsdynamiek, ongeremdheid en in het bijzonder de vorming van relaties.
Computerondersteunde communicatie wordt onderzocht en vergeleken met andere communicatiemiddelen op een aantal aspecten die als algemeen worden beschouwd in alle vormen van communicatie. Hieronder vallen bijvoorbeeld synchroniciteit, blijvendheid of "registreerbaarheid', en anonimiteit. Het verband tussen deze aspecten en de verschillende vormen van communicatie lopen zeer uiteen. Zo is het bijvoorbeeld inherent aan instant messaging dat het synchroon is, maar niet blijvend, aangezien alle inhoud verloren gaat als het gespreksvenster gesloten wordt, tenzij de gebruiker heeft ingesteld dat de berichten worden opgeslagen of met de hand het gesprek heeft gekopieerd. Aan de andere kant zijn e-mail en internetfora nauwelijks synchroon, aangezien de tijd tussen de berichten uiteenloopt, maar zeer blijvend omdat de berichten die worden gestuurd en ontvangen worden opgeslagen. Andere kenmerken die computerondersteunde communicatie van andere media onderscheiden zijn de vergankelijkheid ervan, het veelvormige karakter, en de betrekkelijke afwezigheid van regulerende gedragsregels. Door middel van computerondersteunde communicatie kunnen fysieke en sociale beperkingen overwonnen worden waaraan andere vormen van communicatie wel onderworpen zijn. Daardoor is er interactie mogelijk tussen mensen die niet lijfelijk in dezelfde ruimte zijn.
Anonimiteit en voor een deel ook privacy en veiligheid hangen meer af van de context en het specifieke programma dat wordt gebruikt of de website die wordt bezocht. De meeste onderzoekers van dit terrein erkennen desondanks dat het niet alleen belangrijk is om rekening te houden met de technische "beperkingen", maar ook met de psychologische en sociale gevolgen van deze factoren.

## Soorten
Computerondersteunde communicatie kan worden verdeeld in een synchrone en een asynchrone soort. Bij synchrone communicatie zijn alle deelnemers op hetzelfde moment online (zoals IRC), terwijl bij asynchrone communicatie de communicatie plaatsvindt met beperkingen in de tijd (zoals e-mail en sms). Asynchrone communicatie als e-mail wordt gekozen voor uitgestelde, gecontroleerde en langere berichten. E-mail heeft ook de voorkeur als er negatieve emotie in het spel is, omdat er meer afstand is tot de ontvanger ("beschermend" effect). Een ander voordeel van asynchrone communicatie voor de zender is dat deze meer tijd heeft om over het bericht na te denken. Er kan dus bewust worden nagedacht over de invulling van de tekst, wat juist weer lastiger is bij synchrone communicatie. Aan de andere kant gebruiken mensen liever synchrone communicatie als IM om onmiddellijk goed nieuws te vertellen. Het wordt ook gebruikt omdat het mogelijk is meerdere dingen tegelijk te doen tijdens het chatten. Een voordeel van synchrone communicatie is dat dit - in tegenstelling tot asynchrone communicatie - dichter bij het gevoel komt dat je daadwerkelijk met iemand een gesprek voert (zoals face-to-face).

## Taalonderwijs
In het taalonderwijs wordt er veel over computerondersteunde communicatie gesproken, omdat computerondersteunde communicatie taalstudenten mogelijkheden biedt om hun taalbeheersing te oefenen. Warschauer heeft bijvoorbeeld een aantal casestudies gedaan naar het gebruik van e-mail of internetfora in verschillende taallessen. Warschauer beweert dat informatie- en communicatietechnologie "de vroegere scheiding tussen spreken ... en schrijven overbrugt". Als gevolg van de opkomst van het internet is men behoorlijk ongerust geworden over het onderzoek naar lezen en schrijven in T2.